# Microdes epicryptis
Microdes epicryptis är en fjärilsart som beskrevs av Edward Meyrick 1897b. Microdes epicryptis ingår i släktet Microdes och familjen mätare. Inga underarter finns listade i Catalogue of Life.